# Округ Роанок (Вирџинија)
Округ Роанок (енгл. Roanoke County) је округ у америчкој савезној држави Вирџинија.

## Демографија
По попису из 2010. године број становника је 92.376, што је 6.598 (7,7%) становника више него 2000. године.
| Група             | 2000.          | 2010.          |
| Белци             | 79.809 (93,0%) | 81.886 (88,6%) |
| Афроамериканци    | 2.876 (3,4%)   | 4.643 (5,0%)   |
| Азијати           | 1.377 (1,6%)   | 2.466 (2,7%)   |
| Хиспаноамериканци | 888 (1,0%)     | 1.951 (2,1%)   |
| Укупно            | 85.778         | 92.376         |